# Sytuacja prawna i społeczna osób LGBT w Kolumbii

## Prawo wobec kontaktów homoseksualnych
Kontakty homoseksualne w Kolumbii są legalne od 1981. Wiek osób legalnie dopuszczających się kontaktów homo- i heteroseksualnych jest zrównany i wynosi 12 lat dla kobiet i 14 lat dla mężczyzn.

## Ochrona prawna przed dyskryminacją
Ogólnokrajowa
W kolumbijskim prawie nie istnieją przepisy chroniące wprost przed dyskryminacją na podstawie orientacji seksualnej. W ostatnich latach orzeczenia kolumbijskiego Sądu Konstytucyjnego zlikwidowały przepisy bezpośrednio dyskryminujące osoby homoseksualne - zakaz przyjmowania gejów i lesbijek do armii i policji oraz wydalanie homoseksualnych nauczycieli z pracy. Sąd konstytucyjny w 2001 nakazał także władzom kolumbijskich więzień umożliwienie odwiedzin homoseksualnych partnerów osadzonych oraz uniemożliwił prywatnym religijnym szkołom wprowadzenie zakazu przyjmowania homoseksualnych uczniów. W 2004 ten sam sąd podjął precedensową decyzję nadania prawa pobytu w kraju partnerowi kolumbijskiego geja. Orzeczenie to stwierdzało jednocześnie, że przepisy przyznające takie prawo tylko parom przeciwnej płci są niezgodne z konstytucją.
Od 1999 geje nie są wykluczeni ze służby wojskowej z powodu swojej orientacji seksualnej.

## Uznanie związków tej samej płci
Ogólnokrajowe
Kolumbijski Sąd Konstytucyjny orzekł 7 lutego 2007, że pary homoseksualne powinny mieć takie same prawa majątkowe jak pary heteroseksualne. Decyzja ta dotyczy par jednopłciowych, które pozostają ze sobą w związku co najmniej 2 lata. Orzeczenie to jednocześnie stwierdzało niezgodność z konstytucją przepisów z 1990, które przyznawały prawa majątkowe tylko parom przeciwnej płci.
W 2007 ustawa dająca niezarejestrowanym parom jednopłciowym taką samą opiekę i ubezpieczenia społeczne oraz prawo do dziedziczenia, z jakich korzystają niezarejestrowane pary heteroseksualne została przyjęta w nieznacznie różniących się wersjach przez obie izby kolumbijskiego parlamentu (w Izbie Reprezentantów stosunkiem głosów 62:43, w Senacie 49:40), ale popierana przez prezydenta Alvaro Uribe i będąca kompromisem ostateczna wersja ustawy została odrzucona przez Kongres Narodowy. Nadzwyczajne głosowanie w Senacie, w którym odrzucono ustawę stosunkiem głosów 34:29 (na 102 senatorów; aż 39 członków Senatu było nieobecnych), odbyło się na wniosek konserwatywnego senatora. Sytuacja ta wywołała protesty polityków i działaczy na rzecz mniejszości seksualnych. Gdyby wprowadzono taką regulację, Kolumbia byłaby pierwszym latynoamerykańskim krajem, w którym takie prawo obowiązywałoby na całym jego terytorium.
Pierwszy projekt podobnej ustawy pojawił się w 1999. Od tego czasu ustawy takie zostały odrzucone przez kolumbijski Kongres już pięciokrotnie.
W 2011 Sąd Najwyższy wezwał parlament do zalegalizowania związków partnerskich. W przypadku nieprzyjęcia takiego prawa przez Kongres Narodowy w ciągu dwóch lat pary tej samej płci uzyskały automatycznie prawo zawierania związków partnerskich przed sędziami i notariuszami. W 2016 Sąd Najwyższy zalegalizował równość małżeńską.

## Życie osóbLGBTw kraju
W kraju wydawane są publikacje, działają organizacje zajmujące się niesieniem pomocy przedstawicielom LGBT i walką z nietolerancją czy o równouprawnienie. Jedną z najważniejszych tego typu organizacji jest utworzona w 2004 roku Colombia Diversa.
Każdego roku ulicami stolicy maszerują parady mniejszości seksualnych (gaypride parade). Pierwsza tego typu manifestacja odbyła się w 1996 roku, gromadząc 32 uczestników. W paradzie z 2005 roku brało udział już około 4000 osób.
W kraju istnieje niewielka scena gejowska, obejmująca kilkanaście lokali gejowskich i gay-friendly, skoncentrowana w stolicy państwa, Bogocie.
Kolumbia jest uważana za jeden z bardziej tolerancyjnych krajów Ameryki Łacińskiej. Dotyczny to przede wszystkim większych miast - Bogoty i Madellin. Na środowiska LGBT otwarci są również mieszkańcy Cartagena de Indias.